# 斯蒂芬·金
史蒂芬·愛德溫·金（英語：Stephen Edwin King，1947年9月21日—），美国畅销书作家、編劇、專欄評論、電影導演、製片人以及演員。
史蒂芬·金作品銷售超過3億5000萬冊，以恐怖小說著稱，活脫脫概括了此一類別的整個發展沿革。他的作品還包括科幻小說、奇幻小說、短篇小說、非小說、影視劇本及舞台劇劇本。大多數的作品都曾被改編到其它媒體，像是電影、電視影集和漫畫書上。他同時以筆名理查德·巴奇曼（Richard Bachman）寫作，也曾以筆名約翰·史懷森（John Swithen）發表过一篇短篇小說。他在2003年獲得美國國家圖書獎終身成就獎。

## 生平簡歷

### 早年生活
史蒂芬·愛德溫·金1947年9月21日出生於美國緬因州的波特蘭，父母是唐納·愛德溫·金和妮莉·露絲·皮爾斯貝瑞·金，兩歲大時父親在去買包菸就再也沒有回來並留下債務（据说是去刚果当雇佣军），唯獨母親獨立養育自己和哥哥大衛。金的家庭四處搬家，其中搬過威斯康辛州的西迪皮尔、印第安納州的韋恩堡、康乃狄克州的斯特拉特福德，在金11歲時，母親帶他們回到緬因州的达勒姆去照顧她年老的雙親。當金的外公婆逝世之後，她在當地的洗衣店找一些雜務差事以養活家人。由于家境贫寒使金的度過寒酸的童年。
當金還是小孩時目擊他的朋友因為被火車輾過發生意外身亡，儘管本人說他對這件事一點印象也沒有。他的家人告訴他當他與他朋友玩後回到家中時完全不說話而且似乎受到驚嚇，直到家人得知他朋友的死訊。有些人認為這件事或許激發他心理上的黑暗的同時影響創作，但本人不同意這個想法。這件事也有可能激發他收錄在《四季奇譚》中的中篇小說《總要找到你》（後來改編成電影《伴我同行》）的靈感。

### 教育與早期創作
金就讀达勒姆小學，從小就展現出對恐怖題材的熱情。金在十四岁時在家中阁楼发现装有父亲收藏的一些恐怖小说的箱子。因此史蒂芬就迷上恐怖小说並立志当一个恐怖小说作家。他在就讀期間也開始從事寫作，其中最主要會替哥哥大衛創辦的報紙撰文，還會將自己從其他題材獲得的靈感而寫的小說賣給朋友 (之後有被學校導師發現，並且被迫將錢還給大家)。史蒂芬·金的第一篇獨立出版故事為《我是一個青年盜墓者》，之後連續刊登系列的三個故事在雜誌上。隔年再度在另一個雜誌上刊載完整的故事。金在中学时代就开始创作並且向杂志投稿。他创办一份小型的讽刺类报纸。金在缅因州大学学习期间是校刊的主笔之一，他毕业后白天在一家汽车修理站工作，晚上写恐怖小说。后来他到一所中学任英语老师但依旧笔耕不止。不过，金这一时期的作品还不为人们看好，因而他经常陷入经济拮据中。
1966年，史蒂芬·金就讀緬因大學英文系，並且在1970年畢業拿到文學士學位。就學期間他在學校的學生報上有定期專欄，並且參加學校教授波頓·海特倫 (Burton Hatlen)的文學研討會，而他也是在那裡與他的未來妻子塔比莎·史布魯斯墜入愛河。在就學期間，史蒂芬·金曾在洗衣店以及學校圖書館打工，其中他也是因為在圖書館工作才得以認識他的妻子。1970年史蒂芬·金畢業後取得英文教師的資格，但是無法立即找到教職，他以從事額外的寫作賣給男性雜誌 (例如《花花公子》)賺取稿費生活。1971年1月2日，史蒂芬·金正式與塔比莎·史布魯斯結為連理，兩人婚後育有二子一女，而如今婚姻仍幸福美滿。之後史蒂芬·金順利找到在學校教書的工作，一方面執教鞭，另一方面也持續投稿作品賺取生活費，在此同時他日後的酗酒問題也悄悄發酵。

### 《魔女嘉莉》─聲名大噪
1973年是史蒂芬·金與一家人命運大轉變的一年，史蒂芬·金因為以前工作上的軼事而找到寫作題材，《魔女嘉莉》是關於一個擁有念動力的少女的故事，情節並融入校園霸凌及基督教極端教派造成的問題。事實上當初史蒂芬·金對這故事並不看好，他不喜歡主角嘉莉也不清楚女性生理方面的知識，當他將手稿扔到紙簍中，是他的妻子將手稿撿起來並且鼓勵協助丈夫完成故事，這個決定也成為史蒂芬·金一家人的轉捩點。當時的史蒂芬·金薪水微薄必須靠他與妻子努力工作才能養活兩個兒女，他們住在寬廣的拖車上，甚至沒有裝上電話，當時捉襟見肘的程度可想而知。史蒂芬·金將《魔女嘉莉》賣給雙日出版社，並且拿到2500美元的預付金 (在當時並不算多)，但是隨後卻賺四十萬的權利金，其中的合約規定一半給出版社，史蒂芬·金一家人實拿到二十萬美金，但是也足以改善一家人的生活窘境。在《魔女嘉莉》出版後，史蒂芬的母親的身體狀況越來越不好，一家人搬回南緬因照顧生病的母親。1974年，史蒂芬·金的母親因為肺癌去世，她去世前曾由姊妹來代讀《魔女嘉莉》。儘管在這期間史蒂芬的母親去世以及自身的問題，這對金來說仍是個大躍進的時期。史蒂芬·金一家人搬到科羅拉多，這期間他寫作出《鬼店》，之後在1975年搬回緬因州完成第四本小說《末日逼近》，之後史蒂芬·金就長期定居於緬因州。

### 黑塔系列小說
史蒂芬·金在1970年代末開始一系列關於一個孤獨的槍手羅蘭·德斯欽的系列，整篇系列充滿許多不同的風格，包含奇幻、恐怖、科幻和西部。系列的靈感來自羅勃特·白朗寧的《公子羅蘭來尋黑塔》、《魔戒》、亞瑟王傳說和《黃昏三鑣客》等作品的啟發。首部小說《黑塔I 最後的槍客》於1977年至1981年間完成，該系列被稱為《黑塔》。
1987年，史蒂芬·金完成《黑塔II 三張預言牌》，首刷為1,000,000本。2009年，史蒂芬·金宣佈未來將會撰寫第八本《黑塔》小說《黑塔：穿過鎖匙孔的風》（The Wind Through the Keyhole）。

### 2000年代
2000年，史蒂芬·金在網路上完成連載小說《The Plant》，起初史蒂芬·金放棄出版該系列，但他後來改變心意。未完成的書信體小說可以從史蒂芬·金官方網站免費閱讀。同樣在2000年，他中篇小說《驚魂過山車》，並認為電子書將佔據市場50％，大概在2013年，也許2012年。但他也警告說人們很快就厭倦新的玩具。
2003年8月，史蒂芬·金開始在娛樂周刊撰寫流行文化專欄，通常是每月第三週。該專欄被稱為“史蒂芬·金流行”。
2006年，史蒂芬·金發表末日小說《手機》。
2007年，驚奇漫畫公司開始出版《黑塔系列》漫畫。
2008年，史蒂芬·金出版小說《魔島》與《日落之後》。
2009年11月10日，史蒂芬·金小說《穹頂之下》出版。這是他在1970年代末和1980年代初未完成的小說，總共1,074頁，是1986年以來，他創作內容的最多的長篇小說。

### 2010年代
2010年2月16日，史蒂芬·金在他的網站上宣布下一本書會是《暗夜無星》。在當年4月，史蒂芬·金發布《鐵捕比利》。在隨後的一個月，DC漫畫連載《美國吸血鬼》，這是每月漫畫系列，由史蒂芬·金與短篇小說作家史考特·史奈德創作，拉斐尔·阿尔布开克繪圖，是史蒂芬·金的第一部原創漫畫作品。史蒂芬·金的第一個美國吸血鬼為Skinner Sweet。
2011年11月8日，史蒂芬·金的《11/22/63》被提名為2012年世界奇幻獎最佳小說。《穿過鑰匙孔的風》發表於2012年。《鬼店》續集《安眠醫生》在2013年9月發表。
史蒂芬·金在2014年6月宣布，《Mr. Mercedes》是三部曲的一部分，第二部曲將在2015年出版。

## 作品列表

### 小說
| 發表年份 | 作品名稱                                          | 作品長度 | 中文版資訊 | 改編紀錄 | 備註                                 |
| 1974     |                                                   | 長篇     | 1977年台灣四季出版《奇女凱莉》 1996年中國中国对外翻译出版《凯丽》 2011年台灣皇冠出版《》 2012年中國上海译文出版《》 | 1976年改編為同名電影 2002年改編為電視電影 2013年改編為同名電影 |                                      |
| 1975     | 撒冷地                                            | 長篇     | 1998年中國大众文艺出版《撒冷镇》 1999年中國内蒙古文化出版《缅因鬼镇》 2011年中國上海译文出版《》 2012年台灣皇冠出版《》 | 1979年改編為電視迷你影集《午夜行屍》 1995年BBC改編為廣播劇 2004年改編為電視迷你影集 |                                      |
| 1977     | 憤怒                                              | 長篇     | | | 筆名理察·巴克曼                      |
| 1977     | 闪灵                                              | 長篇     | 1980年台灣好時年出版《幽光》 1998年中國大眾文藝出版《闪灵》 2011年中國上海译文出版《》 2012年台灣皇冠出版《》 | 1980年改編為 |                                      |
| 1978     | 末日逼近                                          | 長篇     | 1998年中國大眾文藝出版《末日逼近》（上、下） 2011年中國上海译文出版《末日逼近》（上、下） 2013年台灣皇冠出版《末日逼近》（上、中、下） | 1994年改編為電視迷你影集 預計改編為電影 | 1990年重新出版完整版                 |
| 1978     | 有時候，他們會回來                                | 短篇集   | 1985年台灣皇冠出版《玉米田的孩子》 2013年中國上海译文出版《守夜》 2014年台灣皇冠重譯出版《有時候，他們會回來》 2018年湖南文艺出版《守夜》 | （以下僅列出電影部份） 1984年改編為電影《芝加哥打鬼》 1985年改編為電影《貓眼看人》 1986年改編為電影《》 1990年改編為電影《銷魂大夜班》 1992年改編為電影《未來終結者》 1995年改編為電影《猛鬼工廠》 | 收錄20篇短篇小說                     |
| 1979     | 死亡                                              | 長篇     | 1984年台灣皇冠出版《再死一次》 1997年中國珠海出版《死亡区域》 2018年台灣皇冠重譯出版《死亡禁地》 2019年湖南文艺出版《约翰的预言》 | 1983年改編為同名電影 2002年改編為 |                                      |
| 1979     | 大競走 The Long Walk                              | 長篇     | 2021年台灣皇冠出版《大競走》 | | 筆名理察·巴克曼                      |
| 1980     | 燃燒的凝視                                        | 長篇     | 1980年台灣皇冠出版《燃燒的凝視》 1997年中國珠海出版《神秘火焰》 2020年湖南文艺出版《凶火》 2022年台灣皇冠重譯出版《燃燒的凝視》 | 1984年改編為電影《勢如破竹》 |                                      |
| 1981     | 狂犬庫丘                                          | 長篇     | 1981年台灣皇冠出版《狂犬庫丘》 1997年中國珠海出版《厄兆》 | 1983年改編為電影《狂犬驚魂》 |                                      |
| 1981     | 道路施工 Roadwork                                 | 長篇     | | | 筆名理察·巴克曼                      |
| 1982     | 黑                                                | 長篇     | 2006年中國人民文学出版《黑暗塔首曲：枪侠》 2007年台湾皇冠出版《黑塔Ⅰ：最後的槍客》 2013年中國上海文艺出版《黑暗塔Ⅰ：枪侠》 | 2017年改編為電影《黑塔》 | 2003年重新出版                       |
| 1982     | 逃亡者                                            | 長篇     | | 1984年改編為電影《魔鬼阿諾》 | 筆名理察·巴克曼                      |
| 1982     | 四季奇谭                                          | 中篇集   | 1982年台灣皇冠出版《》 2005年台灣遠流出版《》 2006年中國人民文学出版《》 2014年台灣遠流再版《四季奇譚》 2020年台灣皇冠重譯出版《》 | （以下僅列出電影部份） 1986年改編為電影《伴我同行》 1994年改編為電影《》 1998年改編為電影《》 | 收錄4篇中篇小說                      |
| 1983     | 克麗斯汀                                          | 長篇     | 1983年台灣皇冠出版《克麗斯汀》 2005年中國珠海出版《克里斯汀》 2008年台灣皇冠重譯出版《克麗斯汀》 2013年上海文艺出版《克丽斯汀》 | 1983年改編為電影《克麗絲汀魅力》 |                                      |
| 1983     | 寵物墳場                                          | 長篇     | 1984年台灣皇冠出版《寵物墳場》 2000年中國珠海出版《宠物公墓》 2009年中國上海译文出版《宠物公墓》 2009年台灣皇冠重譯出版《寵物墳場》 2014年中國上海译文出版《宠物公墓》 | 1989年改編為同名電影 2019年改編為電影《禁入墳場》 |                                      |
| 1983     | 銀色子彈 Cycle of the Werewolf                    | 長篇     | | 1985年改編為同名電影 |                                      |
| 1984     | 魔符                                              | 長篇     | 1986年台灣皇冠出版《魔符》 2010年台灣皇冠重譯出版《魔符》 2013年中國人民文学出版《魔符》 | 2008年改編為電視迷你影集 | 彼得·史卓伯合著                      |
| 1984     | 龍之眼                                            | 長篇     | 1987年台灣皇冠出版《龍之眼》 2015年台灣皇冠重譯出版《龍之眼》 | |                                      |
| 1984     | 銷形蝕骸                                          | 長篇     | 1985年台灣皇冠出版《銷形蝕骸》 | 1996年改編為電影《瘦到死》 | 筆名理察·巴克曼                      |
| 1985     | 史蒂芬·金的故事販賣機                             | 短篇集   | 1986年台灣皇冠出版《被詛咒的手》 1986年台灣皇冠出版《迷霧》 2009年台灣皇冠重譯出版《史蒂芬·金的故事販賣機》 2012年中國人民文学出版《斯蒂芬·金的故事贩卖机》 | 2007年改編為電影《迷霧驚魂》2025年改編為電影《史蒂芬·金之猴子》 | 收錄19篇短篇小說 1篇中篇小說 2首詩作 |
| 1986     | 牠                                                | 長篇     | 1987年台灣皇冠出版《牠》 2000年中國珠海出版《死光（上、下）》 2012年台灣皇冠重譯出版《牠》 2014年中國上海文艺出版《它（上、下）》 2017年台灣皇冠重新出版《牠（上、下）》 | 1990年改編為電視電影《靈異魔咒》 2017年改編為電影《牠：第一章》 2019年推出《牠》的電影續集《牠：第二章》。                                                                                         |                                      |
| 1987     | 戰慄遊戲                                          | 長篇     | 1997年中國太白文艺出版《危情十日》 2005年中國珠海出版《一号书迷》 2006年台灣遠流出版《戰慄遊戲》 2013年中國上海文艺出版《头号书迷》 | 1990年改編為電影《》 |                                      |
| 1987     | 黑                                                | 長篇     | 2006年中國人民文学出版《黑暗塔之二：三张牌》 2007年台灣皇冠出版《黑塔Ⅱ：三張預言牌》 2013年中國上海文艺出版《黑暗塔Ⅱ：三张牌》 | |                                      |
| 1987     | 綠魔 The Tommyknockers                            | 長篇     | | 1993年改編為電視電影 |                                      |
| 1989     | 黑暗之半                                          | 長篇     | 1992年中國译林出版《隐秘的一半》 1997年中國珠海出版《黑暗的另一半》 2002年中國内蒙古少年儿童出版《黑暗的另一半》 2003年中國远方出版《黑暗的另一半（袖珍版1、2）》 2006年台灣遠流出版《黑暗之半》 2011年中國上海译文出版《黑暗的另一半》 2014年中國上海文艺出版《黑暗的另一半》 | 1993年改編為電影《人鬼雙胞胎》 |                                      |
| 1990     | 午夜禁語 Four Past Midnight                       | 中篇集   | 1992年台灣時報出版《午夜禁語[午夜一時]蘭戈利爾人》 1992年台灣時報出版《午夜禁語[午夜二時]秘密的窗，秘密的花园》 1992年台灣時報出版《午夜禁語[午夜三時]圖書館警察》 1992年台灣時報出版《午夜禁語[午夜四時]太陽狗》 1998年中國远方出版《午夜禁语[午夜一时]兰戈利尔人》 1998年中國远方出版《午夜禁语[午夜二时]秘密的窗，秘密的花园》 1998年中國远方出版《午夜禁语[午夜三时]图书馆警察》 1998年中國远方出版《午夜禁语[午夜四时]太阳狗》 2008年台灣遠流出版《午夜2點》 2008年台灣遠流出版《午夜4點》 | 1995年改編為電視電影《海市蜃樓》 2004年改編為電影《秘窗》 |                                      |
| 1991     | 必需品專賣店                                      | 長篇     | 2009年台灣皇冠出版《必需品專賣店》 2012年中國人民文学出版《必需品专卖店》 | 1993年改編為電影《勾魂遊戲》 |                                      |
| 1991     | 黑                                                | 長篇     | 2006年中國人民文学出版《黑暗塔之三：荒原》 2007年台湾皇冠出版《黑塔Ⅲ：荒原的試煉》 2013年中國上海文艺出版《黑暗塔Ⅲ：荒原》 | |                                      |
| 1992     | 傑羅德遊戲 Gerald's Game                          | 長篇     | 1999年中國内蒙古文化出版《致命游戏》 2000年中國珠海出版《杰罗德游戏》 | 2017年改編為電影《傑羅德遊戲》 |                                      |
| 1992     | 桃樂絲的秘密                                      | 長篇     | 2002年台灣新雨出版《桃樂絲的秘密》 2005年中國珠海出版《惊鸟》 2020年中國湖南文艺出版《日蚀》 | 1995年改編為電影《熱淚傷痕》 |                                      |
| 1993     | 惡夢工廠                                          | 短篇集   | 1999年台灣新雨出版《惡夢工廠Ⅰ》 1999年台灣新雨出版《惡夢工廠Ⅱ》 1999年中國内蒙古文化出版《恶梦工厂》 | 2006年改編為電視迷你影集 | 收錄24篇短篇小說                     |
| 1994     | 失眠                                              | 長篇     | 2010年台灣皇冠出版《失眠》 | |                                      |
| 1995     | 玫瑰疯狂者 Rose Madder                            | 長篇     | 2000年中國珠海出版《玫瑰疯狂者》 | |                                      |
| 1996     | 綠色奇蹟                                          | 長篇     | 2007年台灣遠流出版《》 2007年中國上海譯文出版《绿里奇迹》 2014年中國上海文艺出版《》 | 1999年改編為同名電影 |                                      |
| 1996     | 絕望生機 Desperation                              | 長篇     | | 2006年改編為電視電影《》 |                                      |
| 1996     | 監管機構 The Regulators                           | 長篇     | | | 筆名理察·巴克曼                      |
| 1997     | 黑                                                | 長篇     | 2007年中國人民文学出版《黑暗塔之四：巫师与玻璃球》 2007年台湾皇冠出版《黑塔Ⅳ：巫師與水晶球（上、下）》 2013年中國上海文艺出版《黑暗塔Ⅳ：巫师与玻璃球》 | |                                      |
| 1998     |                                                   | 長篇     | 2006年中國上海譯文出版《尸骨袋》 2007年台湾远流出版《一袋白骨》 2012年中國人民文学出版《尸骨袋》 | 2011年改編為同名迷你影集。 |                                      |
| 1999     | 愛著湯姆·戈登的女孩 The Girl Who Loved Tom Gordon | 長篇     | | |                                      |
| 1999     | 1408                                              | 短篇     | | 1999年改編為同名電影 |                                      |
| 1999     | 勿忘我                                            | 中篇集   | 2006年台灣遠流出版《勿忘我》 2010年中國上海译文出版《亚特兰蒂斯之心》 2014年台灣遠流再版《穿黃外套的下等人》 2014年中國上海文艺出版《亚特兰蒂斯之心》 | 2001年改編為電影《》 | 收錄5篇中篇小說                      |
| 2001     | 劫夢驚魂                                          | 長篇     | 2008年中國上海譯文出版《劫梦惊魂》 2014年中國上海文艺出版《捕梦网》 | 2003年改編為電影《捕夢網》 |                                      |
| 2001     | 黑屋                                              | 長篇     | 2011年台灣皇冠出版《黑屋》 | | 《魔符》續集                         |
| 2002     | 緣起別克8 From a Buick 8                          | 長篇     | | 預計改編為電影 |                                      |
| 2002     | 史蒂芬金的14張牌                                  | 短篇集   | 2005年中國珠海出版《世事无常》 2014年台湾皇冠出版《》 | 2007年改編為電影《》 | 收錄14篇短篇小說                     |
| 2003     | 黑塔V：卡拉之狼                                     | 長篇     | 2007年中國人民文学出版《》 2008年台湾皇冠出版《》 2013年中國上海文艺出版《》 | |                                      |
| 2004     | 黑塔VI：蘇珊娜之歌                                  | 長篇     | 2008年中國人民文学出版《黑暗之六：苏珊娜之歌》 2008年台湾皇冠出版《黑塔Ⅵ：蘇珊娜之歌》 2013年中國上海文艺出版《黑暗塔Ⅵ：苏珊娜之歌》 | |                                      |
| 2004     | 黑塔VII：業之門                                     | 長篇     | 2008年台灣皇冠出版《黑塔Ⅶ：業之門（上、下）》 2009年中國人民文学出版《黑暗塔之七：黑暗之塔》 2013年中國上海文艺出版《黑暗塔Ⅶ：黑暗塔》 | |                                      |
| 2005     | The Colorado Kid                                  | 長篇     | | |                                      |
| 2006     | 手機                                              | 長篇     | 2007年台灣皇冠出版《手機》 2007年中國上海譯文出版《手机》 | 2016年改編為電影《科技浩劫》 |                                      |
| 2006     | 莉西的故事                                        | 長篇     | 2008年台灣皇冠出版《莉西的故事》 2008年中國上海译文出版《丽赛的故事》 | 2021年改编为同名电视迷你影集《莉西的故事》 |                                      |
| 2007     | 布萊澤 Blaze                                      | 長篇     | 2010年中國人民文学出版《布莱泽》 | | 筆名理察·巴克曼                      |
| 2008     | 魔島                                              | 長篇     | 2009年台灣皇冠出版《魔島》 2009年中國人民文学出版《杜马岛》 | |                                      |
| 2008     | 日落之後                                          | 短篇集   | 2010年台灣皇冠出版《日落之後》 2013年中國人民文学出版《日落之后》 | |                                      |
| 2009     | Stephen King Goes to the Movies                   | 短篇集   | | | 精選集，沒有新作                     |
| 2009     | 穹頂之下                                          | 長篇     | 2013年台灣皇冠出版《穹頂之下（上、下）》 2013年中國上海文艺出版《穹顶之下（上、下）》 | 2013年改編為同名影集 |                                      |
| 2010     | 暗夜無星                                          | 中篇集   | 2013年中國上海文艺出版《暗夜无星》 2014年台灣皇冠出版《暗夜無星》 | |                                      |
| 2011     | 11/22/63                                          | 長篇     | 2013年中國上海文艺出版《11/22/63》 2016年台灣皇冠出版《11/22/63》 | 2016年改編為同名影集 |                                      |
| 2012     | 黑塔：穿過鎖匙孔的風                              | 長篇     | 2014年台灣皇冠出版《穿過鑰匙孔的風》 2013年中國上海文艺出版《黑暗塔番外：穿过锁孔的风》 | |                                      |
| 2013     | 忘憂地 Joyland                                    | 長篇     | 2015年台灣皇冠出版《忘憂地》 2016年中國人民文学出版《乐园》 | |                                      |
| 2013     | 安眠醫生                                          | 長篇     | 2015年台灣皇冠出版《安眠醫生》 2016年中國人民文学出版《长眠医生》 | 2019年改編成電影 | 《闪灵》續集                         |
| 2014     | 賓士先生                                          | 長篇     | 2016年台灣皇冠出版《賓士先生》 2017年中國人民文学出版《梅赛德斯先生》 | 2017年改編為同名影集 | 比爾·霍吉斯三部曲的首部曲            |
| 2014     | 復活                                              | 長篇     | 2017年台灣皇冠出版《復活》 2017年中國湖南文艺出版社出版《重生》 | |                                      |
| 2015     | 奇梦集                                            | 短篇集   | 2020年中國人民文学出版《奇梦集》 2024年读客出品《噩梦集市》 | |                                      |
| 2015     | 誰找到就是誰的                                    | 長篇     | 2017年台灣皇冠出版《誰找到就是誰的》 2017年中國人民文学出版《先到先得》 | | 比爾·霍吉斯三部曲的二部曲            |
| 2016     | 我們還沒玩完 End of Watch                         | 長篇     | 2018年台灣皇冠出版《我們還沒玩完》 2018年中國人民文学出版《警戒解除》 | | 比爾·霍吉斯三部曲的三部曲            |
| 2017     | 格温迪的按钮盒 Gwendy's Button Box                | 長篇     | 2018年台灣南方家園出版《關蒂的按鈕》 2021年中國人民文学出版《格温迪的按钮盒》 | | 理查德·基兹玛合著                    |
| 2017     | 睡美人 Sleeping Beauties                          | 長篇     | 2019年中國湖南文艺出版《睡美人》 | | 歐文·金合著                          |
| 2018     | 局外人 The Outsider                               | 長篇     | 2019年台灣皇冠出版《局外人》 2020年中國人民文学出版《局外人》 | |                                      |
| 2018     | 飄浮 Elevation                                    | 長篇     | 2020年台灣皇冠出版《》 2020年中國人民文学出版《》 | |                                      |
| 2019     | 機構 The Institute                                | 長篇     | 2021年台灣皇冠出版《》 2020年中國湖南文艺出版《》 | |                                      |
| 2020     | 如果它流血 If It Bleeds                           | 中篇集   | 2022年台灣皇冠出版《》 湖南文艺出版社出版《》 | | 收錄4篇中篇小說                      |
| 2021     | 絕筆 Billy Summers                                | 長篇     | 2023年台灣皇冠出版《》 | |                                      |
| 2022     | 噬夢童話 Fairy Tale                               | 長篇     | 2024年台灣皇冠出版《》 | |                                      |

### 非小说作品
| 發表年份 | 作品名稱 | 中文版資訊                                                                                      | 備註                                                 |
| 1981     | 死亡之舞 Danse Macabre |                                                                                                 | 超自然文學總覽及評論                                 |
| 1988     | 空中的惡夢 Nightmares in the Sky |                                                                                                 | 咖啡桌書籍                                           |
| 2000     | 史蒂芬·金談寫作 | 2002年台灣商周出版《史蒂芬‧金談寫作》 2002年大陆珠海出版《恐怖小说大师斯蒂芬·金之自传：抚摸恐怖——我的创作生涯》 2006年大陆珠海再版《恐怖小说大师——斯蒂芬·金传》 2009年大陆上海译文出版《》 | 自傳和寫作書籍                                       |
| 2000     | 秘密窗戶：關於散文和小說的寫作技巧 Secret Windows: Essays and Fiction on the Craft of Writing                                               |                                                                                                 | 短篇小說、散文和致詞的合集                           |
| 2005     | 信念：兩個頑固的波士頓紅襪隊的粉絲關於歷史性的2004年賽季的記事 Faithful: Two Diehard Boston Red Sox Fans Chronicle the Historic 2004 Season |                                                                                                 | 由斯蒂芬·金和斯图尔特·欧南合合著，为谈论棒球的非小说 |

### 有聲書
| 發表年份 | 作品名稱               | 作品長度 | 收錄                                                                     | 備註                |
| 2000     | 血与烟 Blood and Smoke | 短篇集   | 《1408》、《午餐驚魂》和《死亡之屋》（皆在2001年被收錄於《世事無常》中） | 由史蒂芬·金親自朗讀 |
| 2006     | 健身腳踏車             | 中篇     | 在2008年收錄於《日落之後》                                               |                     |

## 個人獲獎
- 1982年《死亡之舞》獲頒雨果獎「非小說類獎」
- 1986年《牠》獲頒英倫奇幻獎
- 1996年《綠色奇蹟》獲頒英國恐怖小說作家協會史鐸克獎「最佳長篇小說獎」
- 1996年〈黑衣男子〉獲頒歐亨利獎「最佳短篇小說獎」
- 2003年獲頒美國國家圖書基金會「卓越貢獻獎」
- 2004年獲頒世界奇幻文學獎「終身成就獎」
- 2007年獲頒愛倫·坡獎「大師獎」
- 2008年《魔島》獲頒英國恐怖小說作家協會史鐸克獎「最佳長篇小說獎」
- 2008年《日落之後》獲頒英國恐怖小說作家協會史鐸克獎「最佳短篇小說獎」
- 2010年《暗夜無星》獲頒英國恐怖小說作家協會史鐸克獎「最佳短篇小說獎」
- 2015年《賓士先生》獲頒愛倫·坡獎「最佳小說獎」

## 延伸閱讀
- Brooks, Justin. . Cemetery Dance. 2008. ISBN 1-58767-153-0.
- Collings, Michael R. . Starmont House. 1985. ISBN 0-930261-14-3.
- Collings, Michael R.; David A. Engebretson. . Starmont House. 1985. ISBN 0-930261-02-X.
- Collings, Michael R. . Starmont House. 1985. ISBN 0-930261-00-3.
- Collings, Michael R. . Starmont House. 1986. ISBN 0-930261-10-0.
- Collings, Michael R. . Starmont House. 1986. ISBN 0-930261-80-1.
- Collings, Michael R. . Starmont House. 1987. ISBN 0-930261-12-7.
- Collings, Michael R. . Overlook Connection Press. 2003. ISBN 1-892950-45-6.
- Collings, Michael R. . Overlook Connection Press. 2008. ISBN 1-892950-74-X.
- Hoppenstand, Gary (编). . Salem Press. 2010. ISBN 978-1-58765-685-9.
- Spignesi, Stephen. . Contemporary Books. 1991. ISBN 978-0-8092-3818-7.
- Spignesi, Stephen. . Birch Lane Press. 1998. ISBN 978-1-55972-469-2.
- Spignesi, Stephen. . Career Press. 2001. ISBN 978-1-56414-710-3.
- Wood, Rocky; David Rawsthorne; Norma Blackburn. . Kanrock Partners. ISBN 0-9750593-3-5.
- Wood, Rocky. . Cemetery Dance. 2006. ISBN 1-58767-130-1.
- Wood, Rocky; Justin Brooks. . Kanrock Partners. ISBN 978-0-9750593-5-7.
- Wood, Rocky; Justin Brooks. . Cemetery Dance. 2008. ISBN 1-58767-160-3.

## 外部連結
- （英文）Stephen King's Official Web Site （页面存档备份，存于）
- 斯蒂芬·金的X（前Twitter）